# Stitches / Dissention
«Stitches / Dissention» (в переводе с англ. — «Швы / Рознь») — двойной сингл американской синти-рок-группы Orgy, вышедший в 1998 году в поддержку их дебютного студийного альбома Candyass. Сингл неоднократно переиздавался. На композицию «Stitches» был снят видеоклип.

## Список композиций
1. Stitches (Hardknox Mix)
2. Stitches (P.Q.M.'s Cracker Beat Radio Pass)
3. Stitches (DJ Dan Mix)
4. Stitches (P.Q.M.'s Amped Up Dub) (with vocals)
5. Stitches (P.Q.M.'s Cracker Beat Pass)
6. Stitches (Smack My Stitch Up Extended Mix)
7. Dissention (Remix)

## Позиции в чартах
| Чарт (1998—1999)           | Высшая позиция |
| -------------------------- | -------------- |
| Hot Modern Rock Tracks     | 18             |
| Hot Mainstream Rock Tracks | 38             |

## Участники записи
- Джей Гордон — основной вокал
- Райан Шак — гитара, бэк-вокал
- Амир Дерак — синтезатор, программинг, синтезаторная гитара
- Пейдж Хейли — бас-гитара, гитара, бэк-вокал
- Бобби Хьюитт — ударные
- Джош Абрахам — продюсирование